# 2010년 아시안 게임 브루나이 선수단
 브루나이는 2010년 11월 12일부터 11월 27일까지 중화인민공화국 광저우에서 열리는 2010년 아시안 게임에 참가하였다.
공수도, 당구, 승마, 우슈, 펜싱 5개 종목에 9명의 선수를 출전시켰으나 메달을 획득하지는 못 하였다.